# PeopleSoft
PeopleSoft, Inc. – amerykańskie przedsiębiorstwo informatyczne z siedzibą w Pleasanton, Kalifornia, działające w latach 1987–2005, specjalizujące się w szeroko rozumianym oprogramowaniu biznesowym dla środowisk klient-serwer.
Produktem sztandarowym był system zarządzania zasobami ludzkimi. Przedsiębiorstwo produkowało również oprogramowanie klasy CRM i moduły finansowo-księgowe, tj. OM, AR, AP, IM, CM, GL, AM, PC, które wchodzą w skład pakietu FSCM. Produkty firmy charakteryzowały się wysokim stopniem modularności i łatwością dostosowania do własnych potrzeb za pomocą systemu PeopleTools.
W lipcu 2003 r. PeopleSoft nabył spółkę J.D. Edwards, a w 2004 r. sam został przejęty przez Oracle Corporation, który kontynuuje linię produktów J.D. Edwards i PeopleSoft.